# Sumpfrohrsänger
Der Sumpfrohrsänger (Acrocephalus palustris) ist ein monotypischer Singvogel aus der Gattung der Rohrsänger (Acrocephalus) und der Familie der Rohrsängerartigen (Acrocephalidae). Er ist in ganz Mitteleuropa ein verbreiteter und häufiger Brut- und Sommervogel. In der Schweiz wurde er zum Vogel des Jahres 2023 gewählt.

## Beschreibung
Der Sumpfrohrsänger ist etwa 13 Zentimeter lang und hat eine Flügelspannweite von 17 bis 21 Zentimetern. Das Gewicht beträgt etwa 11 bis 14 Gramm. Die Oberseite ist graubraun, seine Unterseite gelblichweiß. Der kleine Vogel hat eine weißliche Kehle und einen spitzen Schnabel. Männchen und Weibchen haben die gleiche Färbung. Der Sumpfrohrsänger bewegt sich geschickt in dichter Vegetation und imitiert die Rufe und Gesänge anderer Vogelarten, welche er mit typischen Rohrsängerphrasen mischt. Oft ist er in der späten Dämmerung und nachts zu hören.
Optisch ist der Sumpfrohrsänger vom Teichrohrsänger kaum zu unterscheiden.

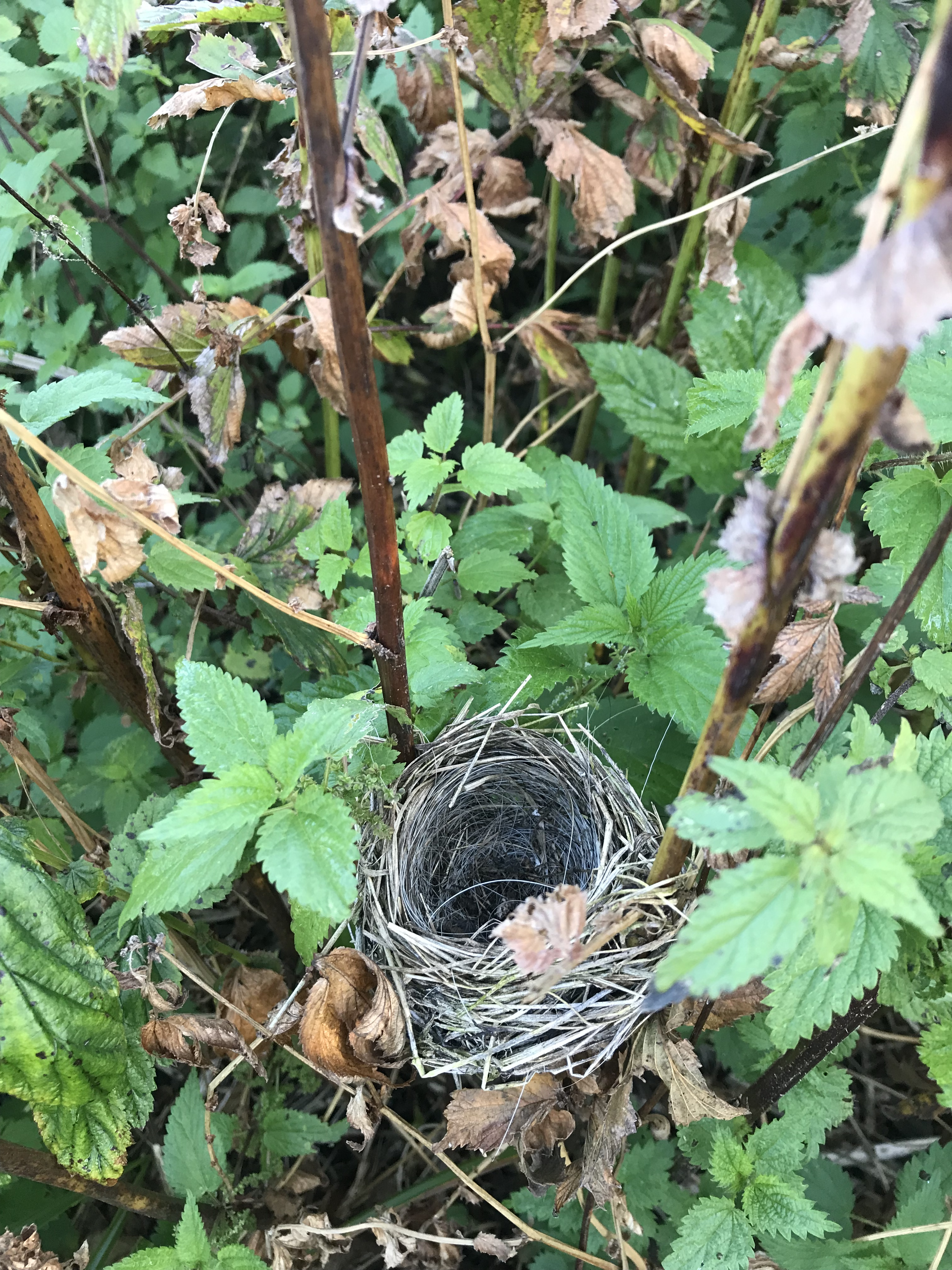
Nest des Sumpfrohrsängers

## Lebensraum
Der Sumpfrohrsänger ist ein Brutvogel der westlichen Paläarktis. Sein Verbreitungsgebiet reicht vom Süden Großbritanniens und Skandinaviens über den Norden und Nordosten Finnlands bis nach Nord-Kasachstan. Die südliche Verbreitungsgrenze verläuft vom nördlichen Italien und Griechenland über Bulgarien und den europäischen Teil der Türkei entlang der Nordküste des Schwarzen Meeres. Noch weiter östlich kommt die Art bis in den Süden und den Südosten Anatoliens vor.
In Mittel- und Osteuropa ist der Langstreckenzieher von Mai bis September anwesend. Sein Winterquartier liegt südlich des Äquators in Afrika. Der Sumpfrohrsänger lebt im dichten Schilf, Gebüsch und Getreidefeldern in der Nähe von Gewässern.

## Ernährung
Der Sumpfrohrsänger ernährt sich von Spinnen, Weichtieren, Insekten und deren Larven. In der Nestlingsnahrung spielen außerdem Blattläuse und Dipteren eine große Rolle.

## Fortpflanzung

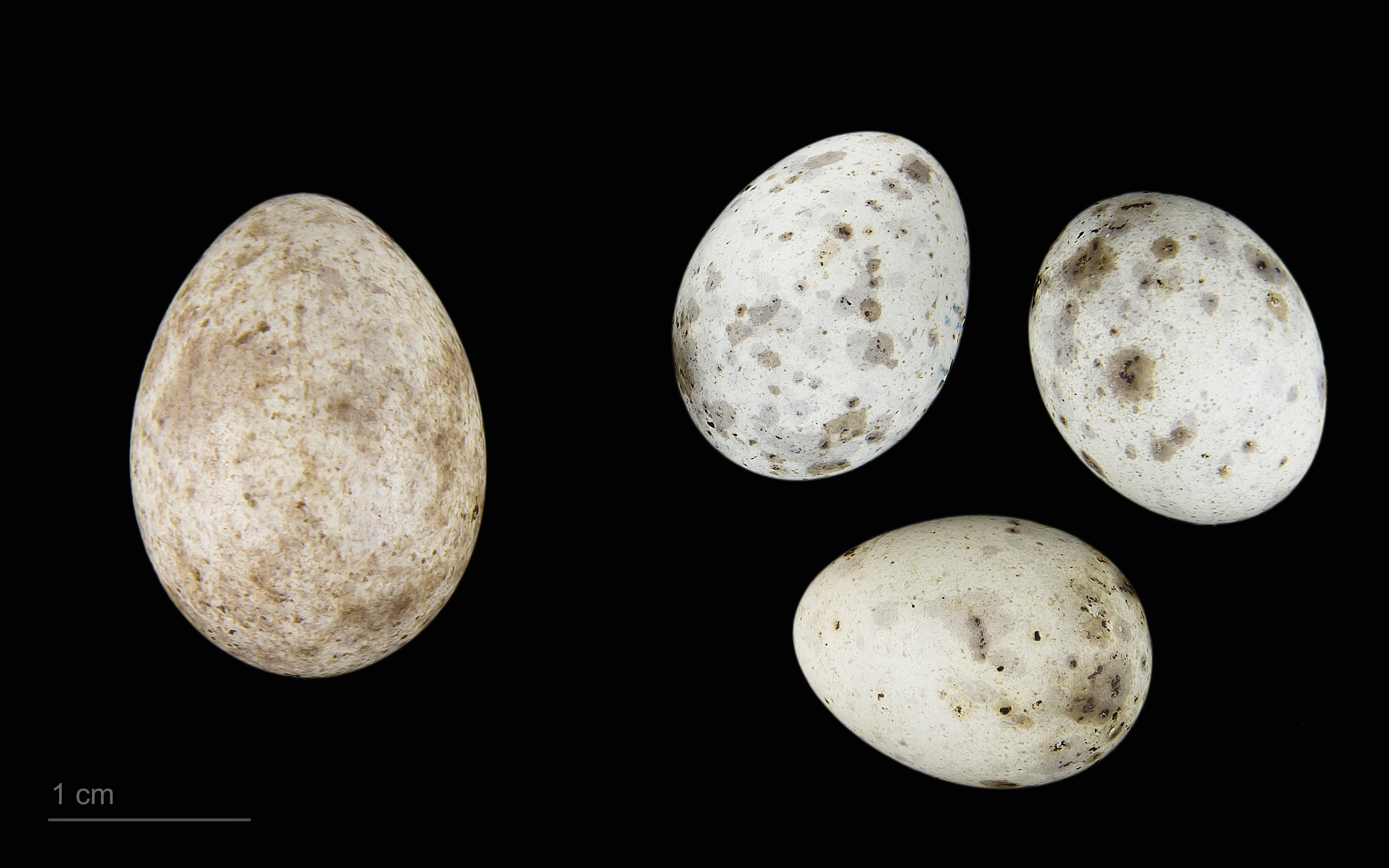
Eier des Sumpfrohrsängers (rechts) und ein Kuckucksei (Cuculus canorus canorus)

Die Hauptbrutzeit der Sumpfrohrsänger ist Mai bis Juli. In dieser Zeit bauen sie einen aus Gräsern und Schilfhalmen geflochtenen Nestnapf, der meistens zwischen Stängeln von Brennnesseln oder Getreidepflanzenhalmen befestigt wird. Das Weibchen legt drei bis fünf bläulich-weiße Eier, die 12 bis 14 Tage lang abwechselnd von beiden Partnern bebrütet werden. 10 bis 14 Tage nach dem Schlüpfen werden die Jungvögel flügge, nach einem Jahr sind sie geschlechtsreif.
Gelege des Sumpfrohrsängers sind nicht selten das Objekt des Interesses eines Kuckuckweibchens. Im Zuge eines Brutparasitismus kann es versuchen, sein Ei im Austausch für eines der Sumpfrohrsänger in deren Nest abzulegen.

## Gefährdungssituation und Bestand
Die Art wird wegen des großen Verbreitungsgebietes von etwa 2.830.000 km² und der stabilen Bestände von 8 bis 17 Millionen adulten Individuen in der Roten Liste der IUCN als nicht gefährdet (Least Concern) eingestuft. Der europäische Brutbestand umfasst etwa 8.330.000 bis 15.200.000 adulte Individuen und macht 95 % des Gesamtbestands aus. Die Art ist vermutlich vom Klimawandel betroffen und die Populationen werden dementsprechend wohl abnehmen.